# يوبال
يوبال (بالإسبانية: Yopal)‏ هي بلدية وعاصمة إدارة كاساناري في كولومبيا.

## المناخ
يظهر الجدول التالي التغييرات المناخية على مدار السنة ليوبال:
| البيانات المناخية لـيوبال         | البيانات المناخية لـيوبال | البيانات المناخية لـيوبال | البيانات المناخية لـيوبال | البيانات المناخية لـيوبال | البيانات المناخية لـيوبال | البيانات المناخية لـيوبال | البيانات المناخية لـيوبال | البيانات المناخية لـيوبال | البيانات المناخية لـيوبال | البيانات المناخية لـيوبال | البيانات المناخية لـيوبال | البيانات المناخية لـيوبال | البيانات المناخية لـيوبال |
| الشهر                             | يناير                     | فبراير                    | مارس                      | أبريل                     | مايو                      | يونيو                     | يوليو                     | أغسطس                     | سبتمبر                    | أكتوبر                    | نوفمبر                    | ديسمبر                    | المعدل السنوي             |
| --------------------------------- | ------------------------- | ------------------------- | ------------------------- | ------------------------- | ------------------------- | ------------------------- | ------------------------- | ------------------------- | ------------------------- | ------------------------- | ------------------------- | ------------------------- | ------------------------- |
| متوسط درجة الحرارة الكبرى °م (°ف) | 32.5 (90.5)               | 33.2 (91.8)               | 33.2 (91.8)               | 31.5 (88.7)               | 30.8 (87.4)               | 29.7 (85.5)               | 29.9 (85.8)               | 30.5 (86.9)               | 30.7 (87.3)               | 30.8 (87.4)               | 31.1 (88.0)               | 31.7 (89.1)               | 31.3 (88.3)               |
| متوسط درجة الحرارة الصغرى °م (°ف) | 22.5 (72.5)               | 22.9 (73.2)               | 23.7 (74.7)               | 22.6 (72.7)               | 22.3 (72.1)               | 21.7 (71.1)               | 21.5 (70.7)               | 21.4 (70.5)               | 21.5 (70.7)               | 21.6 (70.9)               | 21.9 (71.4)               | 22.2 (72.0)               | 22.2 (71.9)               |
| معدل هطول الأمطار مم (إنش)        | 8.5 (0.33)                | 60.4 (2.38)               | 79.3 (3.12)               | 279.0 (10.98)             | 333.7 (13.14)             | 298.0 (11.73)             | 312.3 (12.30)             | 255.4 (10.06)             | 275.9 (10.86)             | 255.0 (10.04)             | 131.8 (5.19)              | 20.2 (0.80)               | 2٬309٫5 (90.93)           |
| متوسط الأيام الممطرة (≥ 1 mm)     | 1                         | 4                         | 7                         | 15                        | 16                        | 17                        | 18                        | 17                        | 15                        | 14                        | 10                        | 4                         | 138                       |
| المصدر: IDEAM                     |                           |                           |                           |                           |                           |                           |                           |                           |                           |                           |                           |                           |                           |

## أعلام
- لورينا فارغاس